# Liebefeld
Liebefeld (berndeutsch Liebifäud [ˈli͜əb̥ifæ͜ʊd̥]) ist eine Ortschaft in der Gemeinde Köniz im Kanton Bern (Schweiz).

## Geschichte

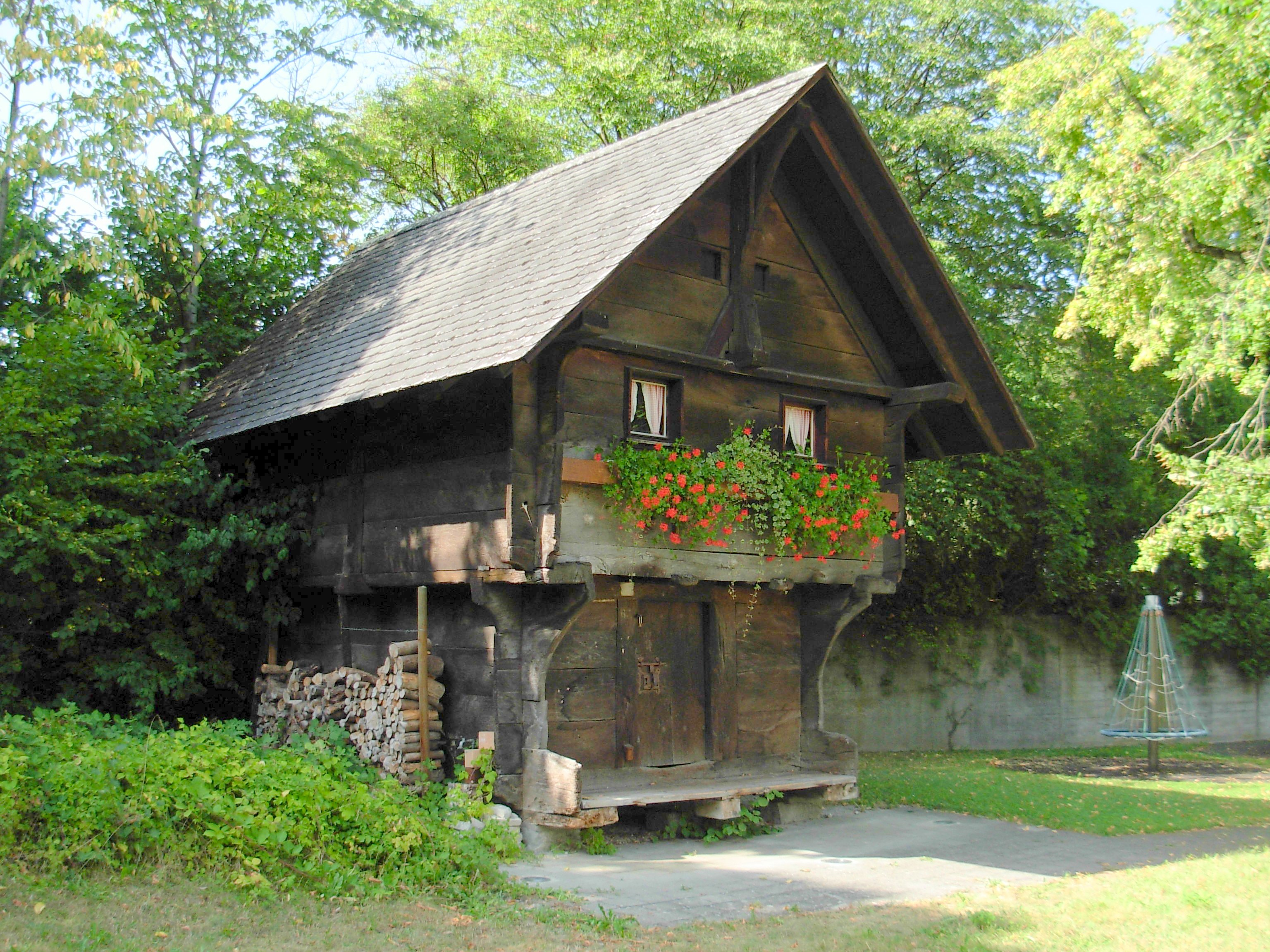
Speicher von 1548

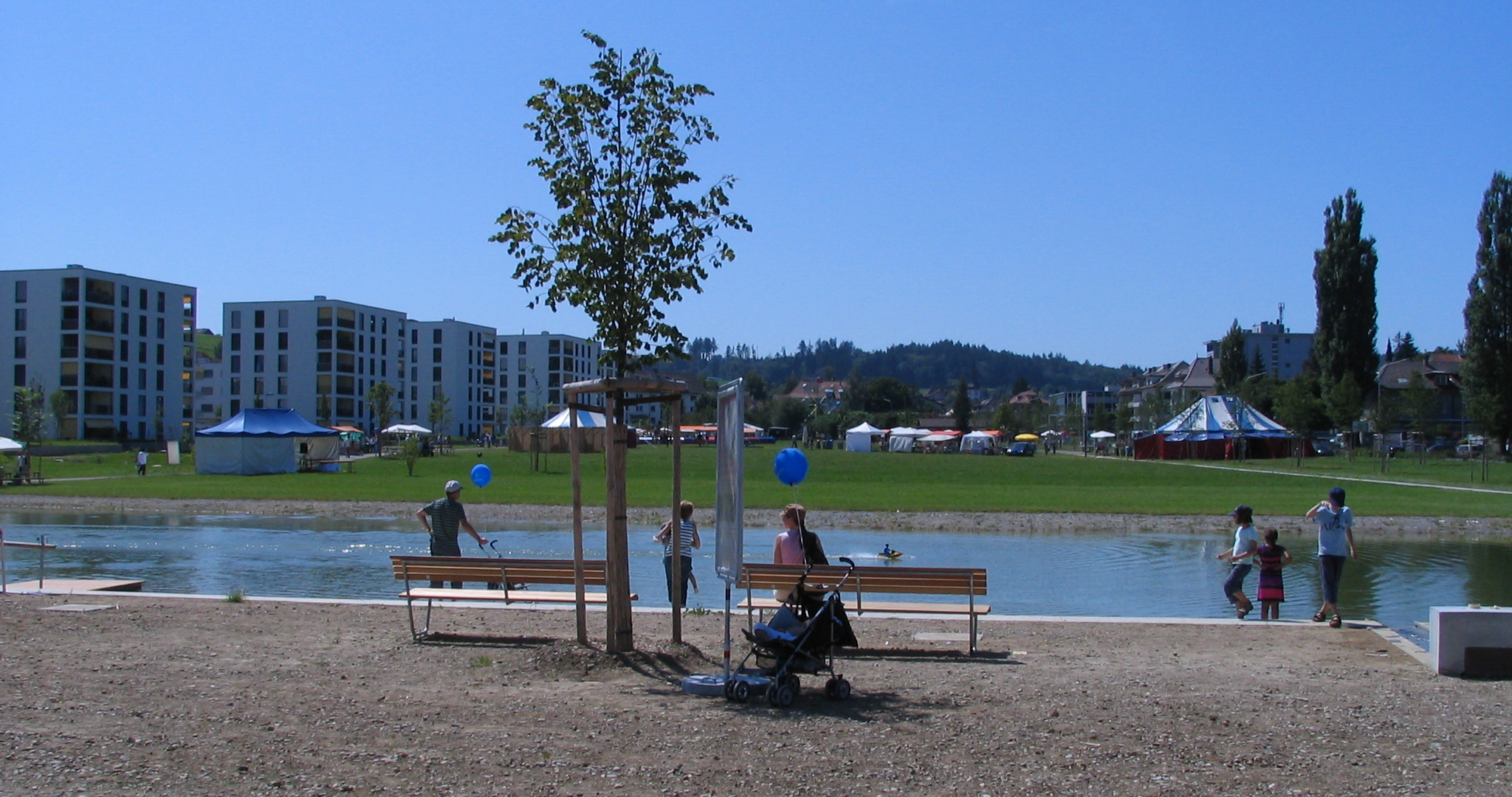
Der Liebefeldpark bei der Eröffnung 2009

Der Name der Ortschaft leitet sich aus dem Namen des alemannischen Besiedlers Liebo ab. Sie gehört zur Gemeinde Köniz und bildet deren nördliche Grenze zur Stadt Bern. Der Übergang des Siedlungsgebietes vom Hauptort Köniz zu Liebefeld ist fliessend. In Liebefeld im Gelände der Berufsbildung Steinhölzli steht einer der ältesten datierten Speicher des Kantons Bern, erbaut im Jahr 1548 als Bohlenblockbau. Die Einwohnerzahl verzeichnete einen raschen Anstieg von 205 Einwohnern im Jahre 1905 auf 7273 im Jahre 1950. Danach sank die Zahl stetig auf knapp 5000 Personen; von 2003 bis Dezember 2015 wuchs die Wohnbevölkerung wieder um über 20 % auf 6160. Durch die Zunahme der Einwohner und Arbeitsplätze ist auch das Verkehrsaufkommen gewachsen. Die Gemeinde Köniz setzt sich daher zusammen mit der Stadt Bern für einen Ausbau des öffentlichen Verkehrs ein. Das Projekt für eine Tramlinie von Ostermundigen nach Schliern scheiterte 2014 an der Urne. Geplant ist ein Ausbau der S-Bahn und eine Anbindung an die entstehende «Velohauptstadt Bern». Dieses Projekt, den Fahrradverkehr zu verbessern und sicherer zu machen, hat die Gemeinde Köniz im Jahr 2017 begonnen. Das möchte die Gemeinde Köniz erreichen, indem sie Fahrradspuren verbreitert (1,5 Meter anstatt der gesetzlichen Mindestbreite von 1,25 Metern) und Kreisel sicherer macht. Zudem möchte sie den prozentualen Anteil von Fahrradfahrern am Verkehr erhöhen.

## Wirtschaft

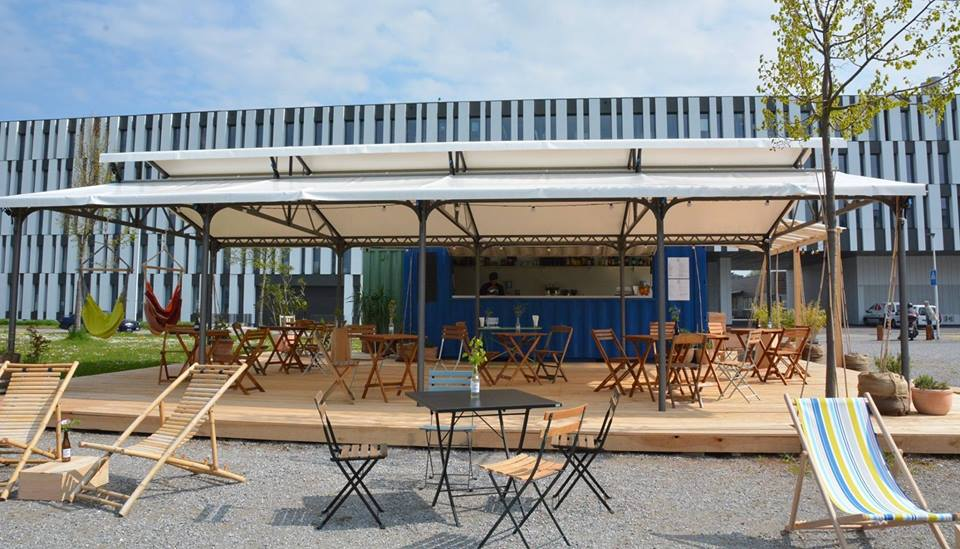
Gastronomischer Betrieb im Liebefeldpark

In und um Liebefeld herum ist ein immer grösser werdendes Wirtschaftszentrum entstanden, das durch den Zuzug der Swisscom 2006 alleine 1700 Arbeitsplätze nach Liebefeld gebracht hat. 2015 wurde der neue Campus der Bundesverwaltung mit dem Bundesamt für Gesundheit und dem für Landwirtschaft eröffnet. In Liebefeld gibt es eine Primarschule (Hessgut) und eine Sekundarschule (Steinhölzli), verschiedene Einkaufsläden und Freizeit- und Sportangebote (Fussballplatz, Turnhallen, Krafträume etc.). Als Naherholungsgebiete bieten sich der Könizbergwald oder der Berner Hausberg Gurten an. Das Stadttheater Bern eröffnete im September 2007 eine zweite Spielstätte in den Vidmarhallen in Liebefeld. Im August 2009 wurde der Liebefeldpark auf einem Teil des Dreispitzareals eröffnet, auf dem zuvor ein Feld der Landwirtschaftlichen Forschungsanstalt lag. Mit 36'000 Quadratmetern ist die öffentliche Parkanlage so gross wie fünf Fussballfelder. Bäume, Wiesen, Promenaden und ein grosser Teich am nördlichen Ende des Parks laden zum Verweilen ein. Spielplätze und Sitzplätze bieten Aufenthaltsorte für die Bevölkerung.
Die Mundartrockgruppe Span veröffentlichte 1997 einen Song mit dem Titel Liebefeld.
Das erste Postbüro in Liebefeld entstand 1907. Vier Jahre später wurde ein neues Postlokal bezogen. Im Verlauf des 20. Jahrhunderts hat die Post die Anzahl der Briefträgerstellen für Liebefeld erweitert und auch die Büroräume baulich vergrössert. Die Poststelle Liebefeld befindet sich an der Schwarzenburgstrasse 140.

## Persönlichkeiten
- Mujinga Kambundji (* 1992), Leichtathletin, wohnt im Liebefeld
- Luc Mentha (* 1952), Gemeindepräsident und Grossrat (SP), wohnt im Liebefeld

## Sehenswürdigkeiten
- Siehe auch: Liste der Kulturgüter in Köniz